# Бук (ЗРК)
«Бук» (індекс ГРАУ: 9К37; позначення НАТО: SA-11 Gadfly) — сімейство самохідних зенітно-ракетних комплексів, призначених для боротьби з маневровими аеродинамічними цілями (крилаті ракети, керовані бомби, літаки, гелікоптери, БПЛА, тощо) на малих та середніх висотах (від 30 м до 14-18 км), в умовах інтенсивної радіопротидії.
Створений на заміну ЗРК 2К12 «Куб», головним розробником був призначений НДІ Приладобудування. Роботи над новим ЗРК були розпочаті згідно з постановою ЦК КПРС і РМ СРСР від 13 січня 1972 року. Перша модифікація 9К37 була прийнята на озброєння 1979 року. Після цього було створено низку модифікацій: «Бук-М1-2», «Бук-М2», «Бук-М3» тощо.
Також існує морська версія комплексу — М-22 «Ураган» (SA-N-7 Gadfly) з пусковою установккою 3С90.

## Історія створення
В 1958 році в «НДІ приладобудування ім. В. В. Тихомирова» (ОсКБ-15) розпочались роботи над створенням мобільного зенітно-ракетного комплексу для протиповітряної оборони сухопутних військ (ППО СВ) — комплексу «Куб» (індекс ГРАУ 2К12) з основною задачею враження цілей на малих висотах. Розробка зенітної керованої ракети для комплексу була покладена на машинобудівний завод «Вымпел». В 1966 році ЗРК «Куб» був прийнятий на озброєння радянської армії.
В ЗРК «Куб» були розв'язані складні технічні проблеми створення мобільного ЗРК, який об'єднав на одній самохідній базі станцію огляду та цілевказання, станцію супроводу та підсвічування цілі, розпізнання та наведення зенітної керованої ракети.
Завдяки високим експлуатаційним характеристикам ЗРК «Куб» масово надходив до радянської армії через що стало доцільним здійснити низку модернізацій (ЗРК 2К12М1, 2К12М3, 2К12М3А, 2К12М3С). Також був створений експортний варіант — ЗРК «Квадрат».
Розвиток засобів повітряного нападу вимагало підвищення можливостей зенітних ракетних комплексів. В 1978 році була завершена модернізація ЗРК «Куб М3», яка полягала у введенні в склад самохідної вогневої установки 9А38. Таким чином комплекс «Куб М3» перетворився на комплекс 2К12М4, він отримав можливість вести вогонь по двох цілях водночас а також підвищену стійкість до радіозавад. Новий комплекс отримав назву «Бук-1».
13 січня 1972 року за урядовою постановою СРСР були розпочаті роботи над новим зенітним ракетним комплексом 9К37 «Бук» на заміну комплексу 2К12 «Куб». Головним розробником комплексу було призначено Науково-дослідний інститут приладобудування імені В. В. Тихомирова під керівництвом головного конструктора А. А. Растова. Прийняти на озброєння комплекс планувалося в 1975 році. Для прискорення робіт прийняття комплексу на озброєння було вирішено розділити на два етапи. Перший етап передбачав введення до складу комплексу 2К12 «Куб-М3» самохідної вогневої установки 9А38 з ракетами 9М38 в кожній батареї. У такому вигляді в 1978 році на озброєння прийняли Зенітно-ракетний комплекс 2К12М4 «Куб-М4». Другий етап передбачав повне прийняття всього комплексу в складі станції виявлення 9С18, командного пункту 9С470, самохідної вогневої установки 9А 310, пуско-заряджальної установки 9А39 та зенітної ракети 9М38. Спільні випробування комплексу були розпочаті на полігоні Емба у листопаді 1977 року та тривали до березня 1979 року, після чого комплекс у повному складі був прийнятий на озброєння.

## Склад комплексу 9К37 «Бук»
- КП 9З470
- СОЦ 9З18 «Купол»
- СОУ 9А310
- ПЗУ 9А39

Організаційно:
- КП (ПБУ бригади зі складу Автоматизована система керування «Поляна-Д4»):
  - 4 зрдн:
    - КП 9С470
    - СОЦ 9С18 «Купол»

  - 3 зрбатр:
    - 2 СОУ 9А310
    - 1 ПЗУ 9А39

  - підрозділ технічного забезпечення та обслуговування.
  - взвод зв'язку

## Модифікації

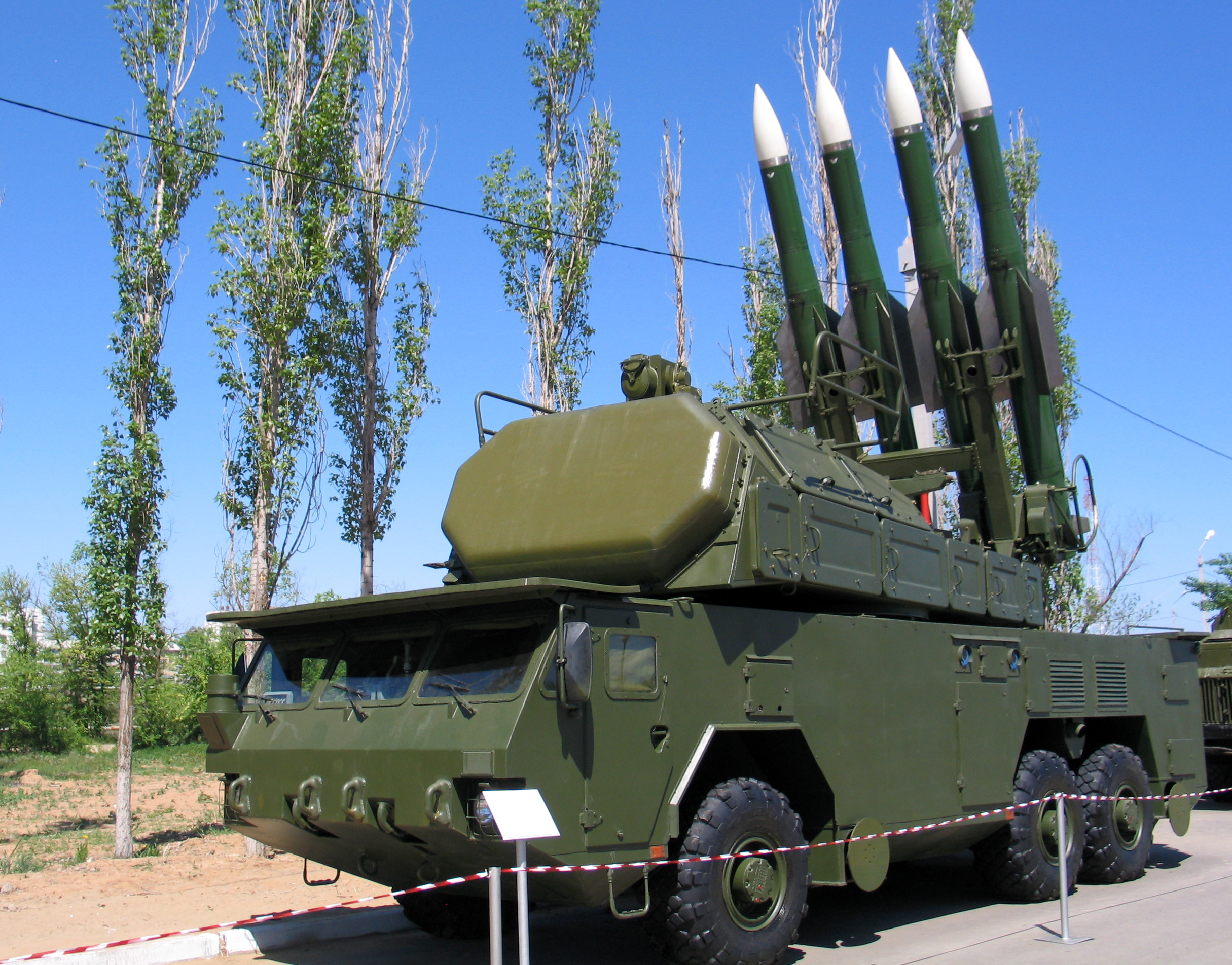
Колісна ПУ ЗРК «Бук-М2» (на шасі МЗКТ-6922) на виставці військової техніки, присвяченій 65-річчю полігону «Капустін Яр», р. Знаменськ.

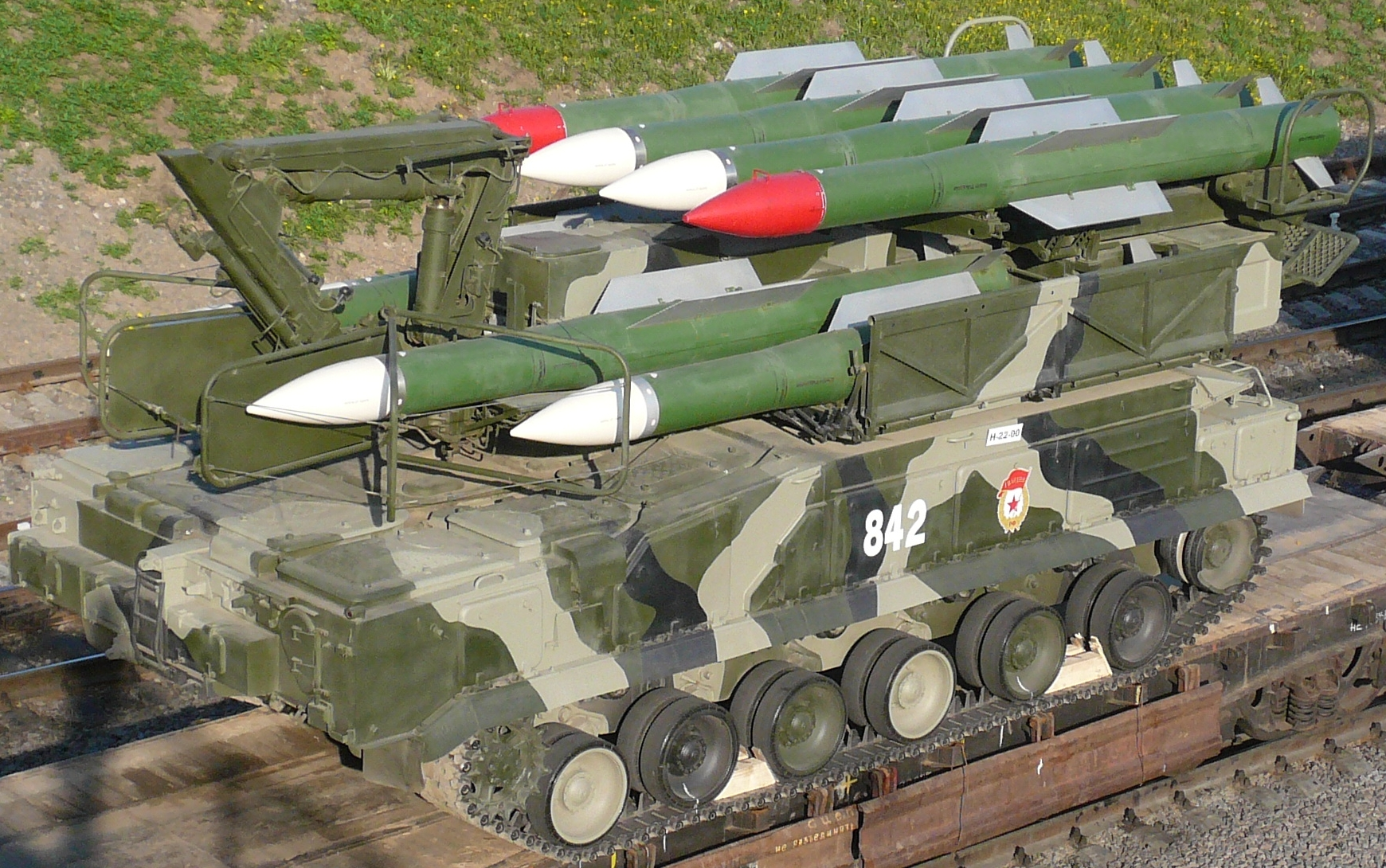
Пуско-заряджальна установка 9А316 комплексу «Бук-М2»

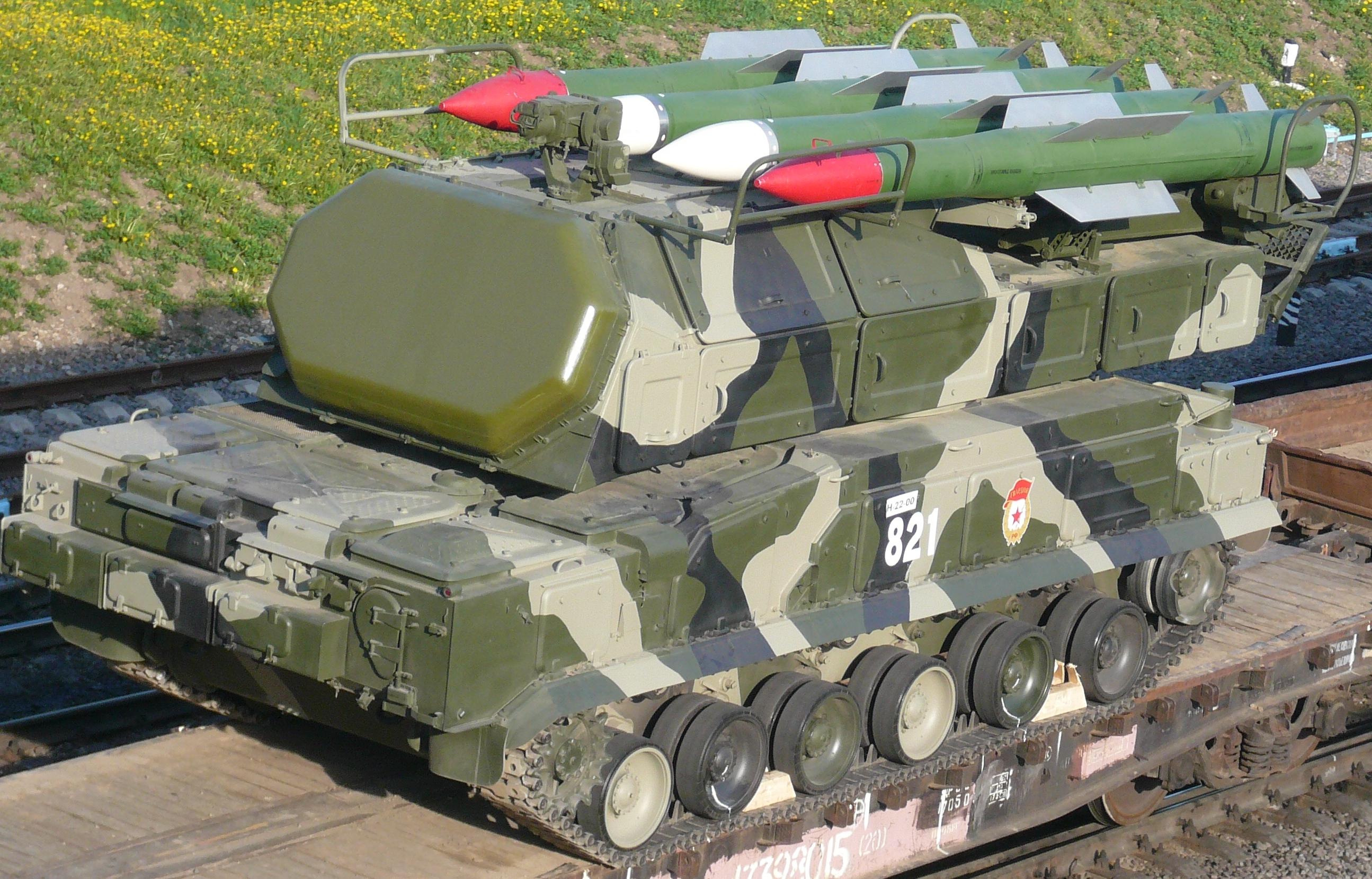
Самохідна вогнева установка 9А317 комплексу «Бук-М2»

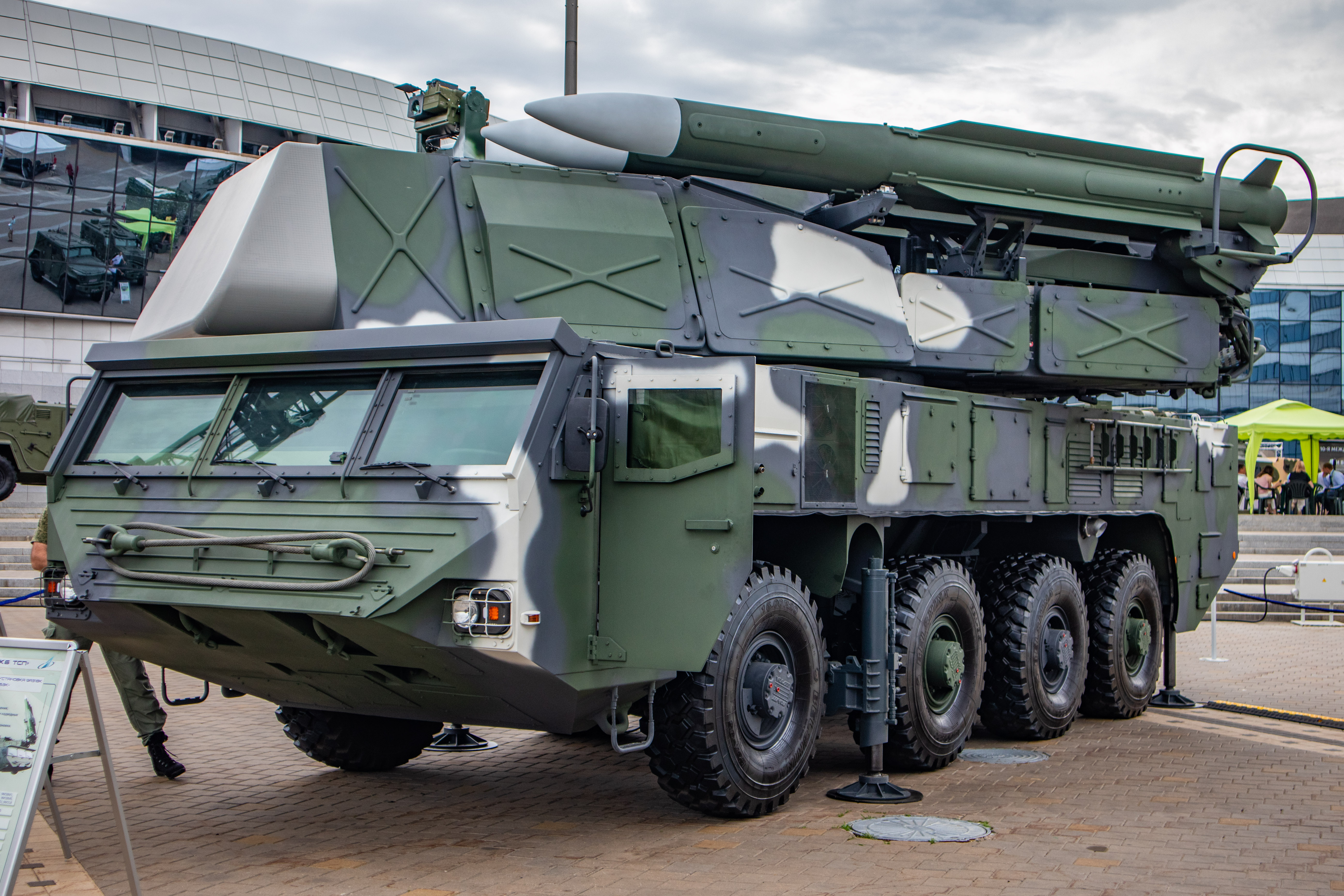
Самохідна вогнева установка комплексу «Бук-МБ3К» (Білорусь)

### 9К37М1 «Бук-М1»
Одразу після прийняття ЗРК 9К37, за постановою ЦК КПРС та Ради міністрів СРСР в 1979 році були розпочаті роботи з подальшої модернізації комплексу. Випробування модернізованого комплексу були проведені в 1982 році. За їх результатами ЗРК «Бук-М1» був прийнятий на озброєння. Аналіз результатів випробувань показав, що порівняно з базовим варіантом зона ураження була значно збільшена, ймовірність ураження крилатих ракет ALCM не менш 40 %, гелікоптери «ХьюКобра» збиваються з імовірністю від 60 до 70 %, завислі гелікоптери на дальностях від 3,5 до 10 км можуть бути уражені з імовірністю від 30 до 40 %. Введена можливість розпізнавання трьох класів цілей: літака, гелікоптера, балістичної ракети. Впроваджені технічні та організаційні заходи для ефективної протидії протирадіолокаційним ракетам. Всі засоби ЗРК «Бук-М1» мають повну взаємозамінність з елементами комплексу базової модифікації. У 1983 році комплекс був прийнятий на озброєння. За кордон поставлявся під найменуванням «Ганг».
Станом на початок 2018 року на підприємствах ДК «Укроборонпром» було створене виробництво складових до ЗРК «Бук-М1» які Україна перед тим була вимушена закуповувати у Росії. Також тривали роботи над створенням глибоко модернізованої модифікації цього ЗРК з поліпшеними ТТХ.

### 9К317 «Бук-М2»
З початком малої модернізації комплексу 9К37 розгорнулися роботи над створенням глибоко модифікованого варіанту, здатного вести вогонь по 24 цілях. У порівнянні з попередніми модифікаціями зона ураження літаків типу F-15 була збільшена до 50 км, ймовірність ураження крилатих ракет ALCM на дальностях до 26 км — від 70 до 80 %, гелікоптери могли бути вражені з імовірністю від 70 до 80 %. Максимальна швидкість обстрілюваних цілей 1100 м/с назустріч і 300—400 м/с навздогін. Комплекс може бути розгорнений за 5 хвилин, темп стрільби становить 4 секунди, а час реакції — 10 с. У 1988 році комплекс був прийнятий на озброєння ППО СВ. Через розпад Радянського Союзу та важку економічну ситуацію Росії серійне виробництво комплексу розгорнуто не було. Через 15 років, документація на комплекс була допрацьована під сучасну елементну базу серійного виробництва. З 2008 року комплекс надійшов до військ Російської Федерації.

### 9К37М1-2 «Бук-М1-2»
У грудні 1992 року розпорядженням Президента Російської Федерації було розпочато роботи над комплексом 9К37М1-2 «Бук-М1-2». Основним завданням модернізації було впровадження зенітної ракети 9М317 в уже наявні засоби ЗРК 9К37М1 «Бук-М1». Доопрацювання комплексу проводилося в період з 1993 по 1996 роки. У 1998 році Зенітно-ракетний комплекс 9К37М1-2 «Бук-М1-2» було прийнято на озброєння Російської Федерації.

### 9К40 «Бук-М2Е» («Урал»)
В 1990-ті роки був розроблений та пройшов спільні випробування варіант комплексу «Бук-М2Е». Всі засоби комплексу розміщені на колісних тягачах підвищеної прохідності типу КрАЗ та напівпричепах «ЧМЗАП». На експорт комплекс пропонується під найменуванням «Урал»

### 9К317М «Бук-М3»
Активно ведеться робота зі створення нових комплексів військової ППО, у тому числі перспективного ЗРК «Бук-М3». Зенітний дивізіон «Бук-М3» матиме 36 цільових каналів. Очікується, що «Бук-М3» буде здатний уражати повітряні цілі, що летять зі швидкістю до 3 км/с на дальностях від 2,5 до 70 км і висотах від 15 м до 35 км. Комплекс буде комплектуватися ракетою 9М317М з активною радіолокаційною головкою самонаведення, що має вищу швидкість та витримує великі бічні перевантаження, що, як заявлено, дозволяє атакувати високоманеврові цілі в умовах сильної радіопротидії, вражати всі наявні аеродинамічні цілі, наземні та надводні цілі, оперативно-тактичні ракети. Системи ЗРК «Бук-М3» побудовано на новій елементній базі.

### 3К90 М-22 «Ураган»
Морська версія комплексу «Бук» (по класифікації НАТО — SA-N-7). Експортна версія — «Штиль» (рос. «Штиль»).

### 9К37МБ «Бук-МБ»
У травні 2005 року в Мінську представлений Білоруський варіант модернізації комплексу ППО середньої дальності 9К37 «Бук» — ЗРК «Бук-МБ».

### Варіанти з західними ракетами
Під час російського вторгнення в Україну (з 2022) повідомлялось, що український та американський ОПК розробили модифікацію комплексу під американські ракети RIM-7 Sea Sparrow (або AIM-7 Sparrow). Про можливості застосування цих ракет з радянських комплексів було відомо раніше: у Польщі та Чехії були спроби встановлювати RIM-7 на ЗРК «Куб». Цей та інші подібні проєкти отримали неформальну назву FrankenSAM. У листопаді 2023 року Командування ПС ЗСУ підтвердило інтеграцію «Бук-М1» та RIM-7.

## Основні ТТХ
|                                                  | 9К37 «Бук» | 9К37М1 «Бук-М1» | 9К37М1-2 «Бук-М1-2» | 9К317 «Бук-М2» | 9К317Э «Бук-М2Э» | 9К317М «Бук-М3» |
| ------------------------------------------------ | ---------- | --------------- | ------------------- | -------------- | ---------------- | --------------- |
| Початок серійного виробництва                    | 1979       | 1983            | 1998                | 2008           | Експортний       | 2016            |
| Зона ураження по дальності, км:                  |            |                 |                     |                |                  |                 |
| — літаків типу F-15                              | 3,5..25—30 | 3..32—35        | 3..45               | 3..50          | 3..40—45         | 2,5..70         |
| — ТБР типу MGM-52 Lance                          | —          | —               | до 20               | 15..20         | до 20            |                 |
| — ПРР типу AGM-88 HARM                           | —          | —               | до 20               | до 20          | 15..20           |                 |
| — КР типу AGM-86                                 | 20..25     | 20..25          | 20..26              | 20..26         |                  |                 |
| — надводних цілей типу Ескадрений міноносець     | —          | —               | 3..25               | 3..25          |                  |                 |
| Зона ураження по висоті, км                      |            |                 |                     |                |                  |                 |
| — літаків типу F-15                              | 0,025..20  | 0,015..22       | 0,015..25           | 0,01..25       | 0,015..22—25     | 0,015..35       |
| — ТБР типу MGM-52 Lance                          | —          | —               | 2..16               | 2..16          |                  |                 |
| — ПРР типу AGM-88 HARM                           | —          | —               | 0,1..15             | 0,1..15        | 0,1..15          |                 |
| Кількість цілей, що одночасно обстрілюються      | 18         | 18              | 22                  | 24             | 24               | 36*             |
| Ймовірність ураження цілі однією ЗКР             |            |                 |                     |                |                  |                 |
| — винищувача                                     | 0,8..0,9   | 0,8..0,95       | 0,9..0,95           | 0,9..0,95      | 0,9..0,95        |                 |
| — вертоліта                                      | 0,3..0,6   | 0,3..0,6        | 0,3..0,6            | 0,7..0,8       | 0,3..0,4         |                 |
| — крилатої ракети                                | 0,25..0,5  | 0,4..0,6        | 0,5..0,7            | 0,7..0,8       | 0,7..0,8         |                 |
| Максимальна швидкість цілей, які уражаються, м/с | 800        | 800             | 1100                | 1100           | 1100             | 3000            |

## Оператори

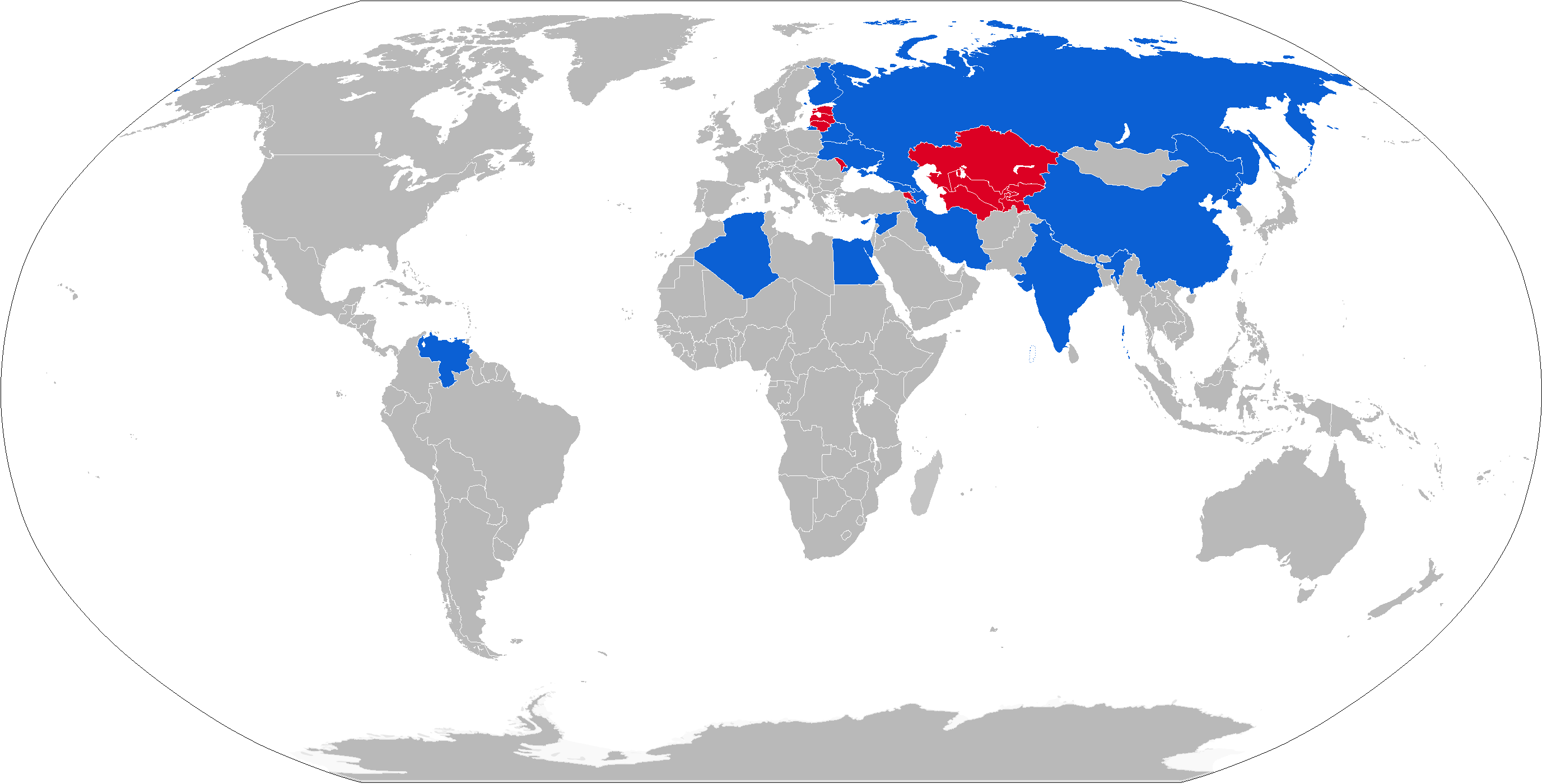
Країни-оператори ЗРК «Бук»

- Росія 
  - Сухопутні війська РФ — близько 200 9К37М1 (Бук-М1-2), близько 90 9К317 (Бук-М2) і близько 60 9К317М (Бук-М3) на озброєнні, станом на 2024 рік.[22]
  - Повітряно-космічні сили РФ — 80 ЗРК 9К317 (Бук-М2) і 9К37М1-2 (Бук-М1-2) на озброєнні, станом на 2024 рік.[23]
- Азербайджан — певна кількість «Бук-МБ» і «Бук-М1» на озброєнні, станом на 2024 рік.[24]
- Алжир — 20+ 9К317 «Бук-М2Э» на озброєнні, станом на 2024 рік.[25]
- Білорусь — одна зенітна бригада з ЗРК 9К37 на озброєнні, станом на 2024 рік.[26][27]
- Вірменія — певна кількість «Бук-М1» на озброєнні, станом на 2024 рік.[28]
- Венесуела — 9 «Бук-М2Э» на озброєнні, станом на 2024 рік.[29] Контракт на постачання 1 комплексу 9К40 «Бук-М2Э» укладено з Росією в 2009 році. Постачання почалися з 2012 року.[30]
- Грузія — 1-2 дивізіони ЗРК «Бук-М1» на озброєнні, станом на 2024.[31][32]
- Єгипет — 40+ 9К37М1-2 «Бук-М1-2»/9К317Э «Бук-М2Э» на озброєнні, станом на 2024 рік.[33]
- Кіпр — 4 «Бук-М1-2» на озброєнні, станом на 2024 рік.[34][35]
- Казахстан — 3 ЗРК 9К317М2 «Бук-М2Э» на озброєнні, станом на 2024 рік.[36]
- Сирія — певна кількість 9К37 «Бук» та 9К317 «Бук-М2» на озброєнні, станом на 2024 рік.[37] 20 комплексів «Бук-М1-2» перебувало у 2010 році.[35][38]. 8 комплексів 9К40 «Бук-М2Э» поставлені з Росії в 2011 році.[30]
- Україна — близько 50 комплексів 9К37М ЗРК «Бук-M1» на озброєнні, станом на 2024 рік. Частина «Буків» переобладнана для застосування ракет AIM-7 (FrankenSAM).[39]

Колишні
- СРСР
- Фінляндія — 3 дивізіони (18 СОУ та ПЗУ, 288 од. ракет 9М38) ЗРК «Бук-М1»[27], поставлених 1997 року в рахунок погашення держборгу СРСР.[40] У 2008 році Фінляндія ухвалила рішення відмовитися від експлуатації зенітних ракетних комплексів «Бук-М1», які несли бойове чергування з охорони Гельсінкі. Рішення ухвалене в зв'язку з тим, що системи керування ЗРК вразливі до дешифрування.[41] Як заміна планувалася закупівля, починаючи з 2009 року, норвезько-американських ЗРК NASAMS з ракетою AIM-120 AMRAAM на суму близько 458 млн дол.[42] Станом на 2010 перебували на озброєнні та використовувалися під позначенням ITO 96.[43] З 2017 року не згадуються у звітах The Military Balance.

Потенційні
- М'янма — станом на 2007 рік велися переговори з «Рособоронекспортом» про постачання ЗРК «Бук-М1-2».[44]
- Саудівська Аравія — станом на 2007 рік повідомлялося про можливість укладення 2008 року контракту щодо постачання ЗРК на суму в 500 млн дол.[45]

### Казахстан
В лютому 2021 року військові Казахстану провели демонстрацію зенітних ракетних комплексів 9К317Е «Бук-М2Э» виробництва російської компанії «Алмаз-Антей». Після випробувань комплекс буде інтегрований в систему протиповітряної оборони країни та заступить на бойове чергування.

### Україна

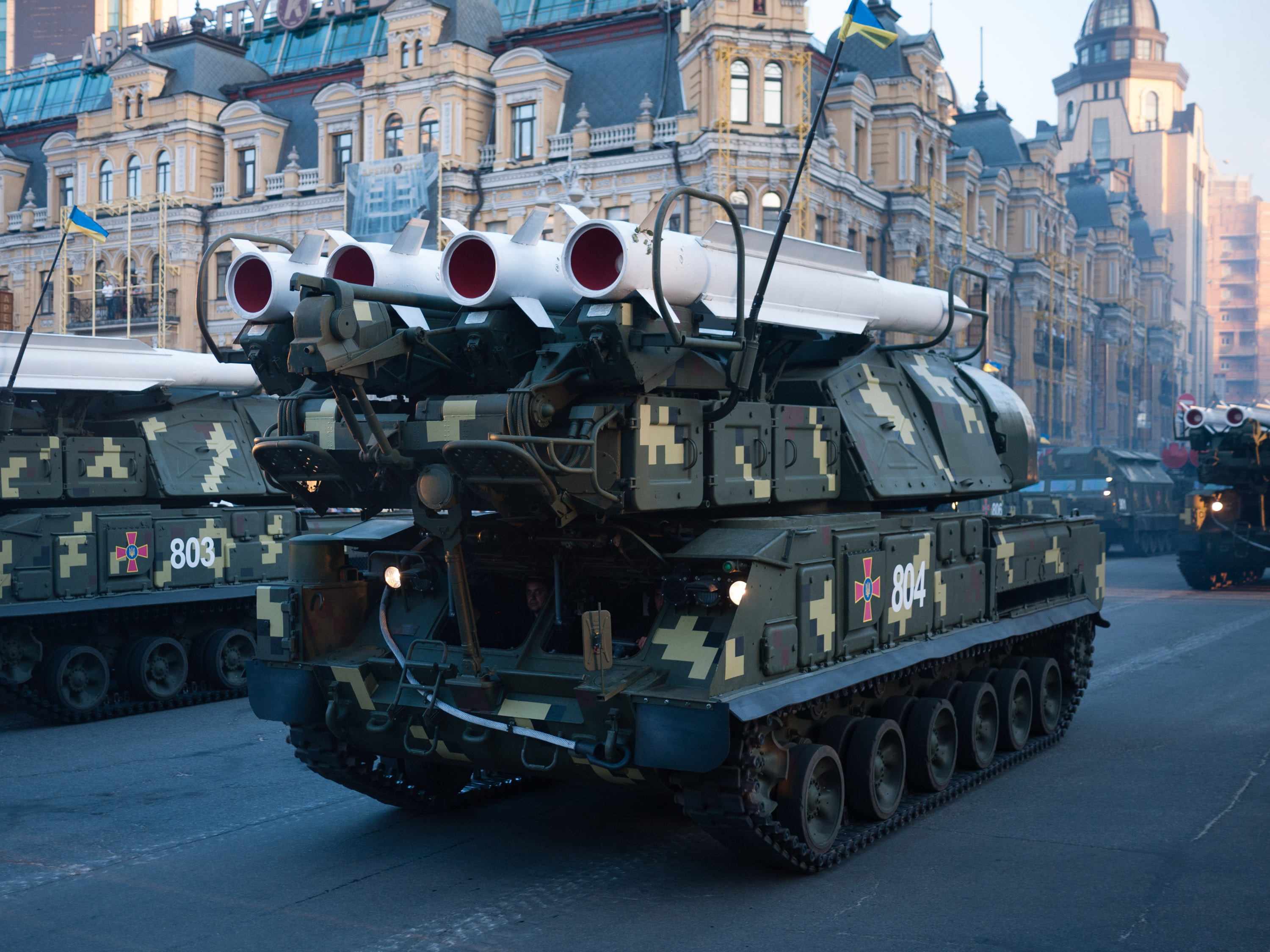
ЗРК «Бук», Київ 2018.

З початком російсько-української війни взимку 2014 року перед Україною гостро постала проблема нарощування військової міці.
Станом на 2018 рік українські підприємства активно опановують ремонт старої «буківської» ракети 9М38М1. Особлива увага — двигунам і твердому ракетному паливу, якість і кондиція яких впливають на розгін, швидкість і дальність ураження цілі. Науково-виробниче об'єднання «Павлоградський хімічний завод» розробило нове сумішеве тверде ракетне паливо з поліпшеними характеристиками. Випробування палива почалося 2018-го року.
Очікують, що завдяки новим порохам і деяким змінам у програмному забезпеченні ракети її швидкість і дальність польоту суттєво збільшаться. Якщо ракетники будуть задоволені «поведінкою» ЗКР під час випробних пусків, то одразу після їхнього закінчення розпочнеться «перезаправлення» відремонтованих ракет.
Також було придбане необхідне закордонне обладнання для налагодження замкненого циклу виробництва ракет «буківського» калібру, яке в подальшому буде[уточнити] використане і для виробництва перспективного українського ЗРК середньої дальності.
У вересні 2021 року станцію виявлення 80К6КС1 «Фенікс-1» було прийнято на озброєння Збройних сил України. Станцію створено в рамках модернізації радіолокаційної станції 79К6 «Пелікан» для її застосування у складі зенітного ракетного комплексу «Бук-М1».
В листопаді 2021 року на бойове чергування з протиповітряної оборони країни заступив полк озброєний модернізованим ЗРК «Бук М1», який оснащено сучасними станціями виявлення повітряних цілей українського виробництва.

## Бойове застосування
- Перша російсько-чеченська війна — 1 окремий зенітно-ракетний дивізіон використовувався російськими військами.[51]

### Війна в Абхазії
Під час війни в Абхазії абхазькі сепаратисти отримали кілька літаків L-39 від Росії та Чечні, які використовували в бойових діях проти грузинських військ. 10 січня 1993 року абхазький L-39 був збитий російським зенітним ракетним комплексом «Бук» унаслідок інциденту з дружнім вогнем. Пілот Олег Чанба, який був командувачем авіації абхазьких сепаратистів, загинув під час цього інциденту.

### Російсько-грузинська війна
За заявою Міністерства оборони Російської Федерації, під час війни в Південній Осетії 2008 року імовірно комплексами «Бук-М1» українського походження в Грузії були збиті всі 4 офіційно визнаних втраченими російських бойових літака (в тому числі дальній бомбардувальник Ту-22М та три штурмовики Су-25).

### Російсько-українська війна
Російськими військовими (офіцери-«інструктори», екіпаж установки) за підтримки російських диверсантів з угрупування «Бєс» був збитий пасажирський літак «Боїнг-777-200ER бортномер 9M-MRD авіакомпанії Malaysia Airlines», який 17 липня 2014 року виконував регулярний рейс MH17 із Амстердама (Нідерланди) до Куала-Лумпур (Малайзія). Рештки літака впали поблизу міста Торез Донецької області. Загинуло 283 пасажири та 15 членів екіпажу.
ЗРК «Бук» різних моделей активно використовувались і Українськими захисниками, і з'єднаннями агресора під час великої російської навали.
Українським військовим вдалось захопити та знищити різні складові комплексу (командні пункти, РЛС, транспортно-заряджальні машини, пускові установки, тощо) різних моделей (Бук-М3, Бук-М1-2) тощо.
На початку квітня 2022 року У Чернігівській області неподалік населеного пунктом Новий Биків українські військові знищили (імовірно ударами артилерії) російську станцію виявлення та цілевказання 9С36 зі складу комплексу «Бук-М2».
Вночі 24 червня 2022 року в окупованому Алчевську було помічено невдалий пуск зенітної керованої ракети, імовірно однієї з модифікацій «Бук»: невдовзі після старту ракета повернула на майже 180° та вдарилась об землю неподалік місця пуску.
5 березня 2024 року українські ракетники ліквідували ЗРК «Бук-М1».

### Громадянська війна в Сирії
14 квітня 2018 року американські, британські та французькі сили завдали удару, випустивши 105 ракет «повітря — поверхня» та крилатих ракет по вісьмох об’єктах у Сирії. Міністерство оборони Росії заявило, що у відповідь було запущено двадцять дев’ять ракет системи «Бук-М2Е», які знищили двадцять чотири крилатих ракет. Сирійська обсерваторія з прав людини (SOHR), яку цитують багато незалежних ЗМІ, повідомила, що Сили протиповітряної оборони Сирії перехопили та збили щонайменше 65 ракет. Міністерство оборони США заявило, що жодна ракета не була збита.
19 липня 2021 року, за словами Вадима Куліта, заступника керівника Російського центру з примирення ворожих сторін у Сирії, чотири винищувачі F-16 ПС Ізраїлю увійшли у повітряний простір Сирії через зону аль-Танф, яка контролюється США, та випустили вісім керованих ракет по району на південний схід від Алеппо. За його словами, сім ракет були збиті за допомогою систем «Панцир-С» та «Бук-М2», які перебувають на озброєнні сирійських сил ППО. Повідомлялося, що «Бук-М2Е» продовжував здійснювати перехоплення на початку вересня.

## Виноски
1. ↑  імовірно йдеться про Дніпро (зенітний ракетний комплекс)